# La jungla en armes
La jungla en armes (títol original: The Real Glory) és una pel·lícula d'aventures de 1939 de Samuel Goldwyn Productions protagonitzada per Gary Cooper, David Niven, Andrea Leeds i Broderick Crawford, estrenada per United Artists les setmanes immediatament posteriors a la invasió de Polònia per part de l'Alemanya nazi. Basada en una novel·la homònima de 1937 de Charles L. Clifford i dirigida per Henry Hathaway, la pel·lícula està ambientada en el teló de fons de la rebel·lió moro durant l'ocupació estatunidenca de les Filipines a principis del segle xx. Està doblada al català.

## Argument
El 1906, a les Filipines, un petit contingent estatunidenc intenta entrenar tribus rurals per defensar-se dels guerrillers moro.

## Repartiment
- Gary Cooper com Dr. Bill Canavan
- David Niven com tinent Terence McCool
- Andrea Leeds com Linda Hartley
- Reginald Owen com capità Steve Hartley
- Broderick Crawford com tinent Larsen
- Kay Johnson com Mrs. Mabel Manning
- Russell Hicks com capità George Manning
- Vladimir Sokoloff com Datu
- Charles Waldron com Padre Rafael
- Rudy Robles com tinent Yabo
- Tetsu Komai com Alipang
- Henry Kolker com el General
- Elvira Ríos com Mrs. Yabo (sense acreditar)

## Producció
Sam Goldwyn va comprar els drets de pantalla de la història de Charles Clifford el 28 d'octubre de 1936. No estava segur de qui seria l'estrella (les possibilitats incloïen Joel McCrea i Gary Cooper, que tots dos tenien acords amb Goldwyn), però Walter Brennan es va anunciar com a segon protagonista. Goldwyn va buscar una reunió amb el president de Filipines, Quezon per aconseguir la cooperació del seu govern per fer la pel·lícula. Goldwyn volia fer la pel·lícula en color.
El juny de 1938 Goldwyn va signar un contracte amb Paramount per demanar prestat al director Henry Hathaway per a tres pel·lícules, la primera de les quals havia de ser La jungla en armes. Goldwyn va assignar Gary Cooper com a protagonista ja que ell i Hathaway havien fet junts The Lives of a Bengal Lancer (1935) amb èxit. La pel·lícula també va ser coneguda com The Last Frontier. Cooper es va posar sota contracte exclusiu amb Goldwyn.
El rodatge va tenir lloc l'abril de 1939. Hi va haver problemes considerables per trobar i gestionar els extres filipins. Reginald Owen va substituir Donald Crisp.
Segons informa, el govern filipí va demanar canvis a la pel·lícula, a causa de la representació dels soldats filipins com a covards, que van ser denegats. No obstant això, el govern va dir més tard que no van fer aquests suggeriments.

## Enterrament en pell de porc
En una escena, el Pare Rafael li diu al Dr. Canavan que els moros tenen por de ser enterrats en una pell de porc. En una escena posterior, el doctor Canavan amenaça un presoner moro amb això, i una pell de porc es posa a terra davant del presoner. Aquest episodi es fa ressò d'un informe de les memòries del general Pershing My Life Before the World War que un combatent musulmà havia estat "enterrat públicament a la mateixa tomba amb un porc mort". Hi ha una afirmació relacionada, però àmpliament desacreditada, que Pershing havia amenaçat d'executar presoners musulmans moro amb bales mullades en sang de porc. L'historiador Brian M. Linn va escriure que era poc probable que Pershing estigués implicat en això o hagués ordenat a altres cometre actes d'insult religiosa, i que l'episodi de La jungla en armes probablement havia alimentat el mite. Aquesta afirmació sobre bales mullades en sang de porc va ser referida per Donald Trump en un discurs de campanya presidencial el febrer de 2016 i en una piulada després dels atemptats terroristes a Barcelona el 17 d'agost de 2017. D'altra banda, les proves del contraalmirall Danial P. Maddox, 3r, recolzen l'afirmació dels nord-americans que enterraven Moros amb pells de porc.